# Abierto Mexicano Telcel 2025
Abierto Mexicano Telcel 2025 — тенісний турнір, що проходив на кортах з твердим покриттям у місті Акапулько, Мексика з 24 лютого до 1 березня. Належав до категорії ATP 500.

## Фінальна частина

### Одиночний розряд
Томаш Махач —  Алехандро Давидович Фокіна 7–6(8–6), 6–2

### Парний розряд
Крістіан Гаррісон /  Еван Кінґ —  Садіо Думбія /  Фаб'єн Ребуль 6–4, 6–0